# Risorgimento

L'Italie avant la première campagne napoléonienne.

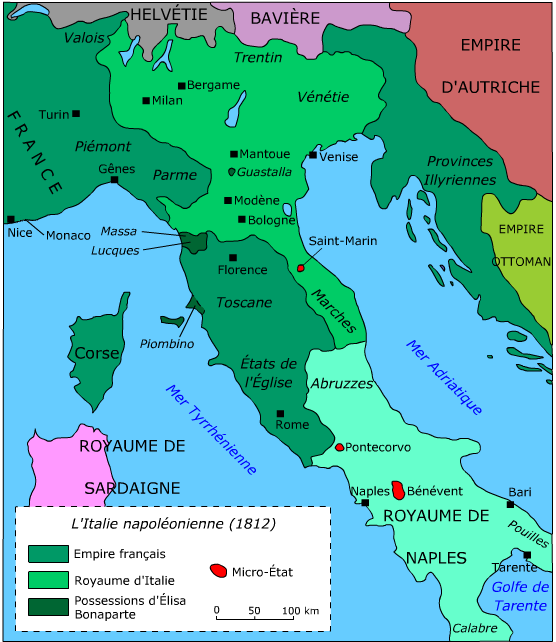
L'Italie napoléonienne en 1812 redécoupée ; certaines régions deviennent des départements français.

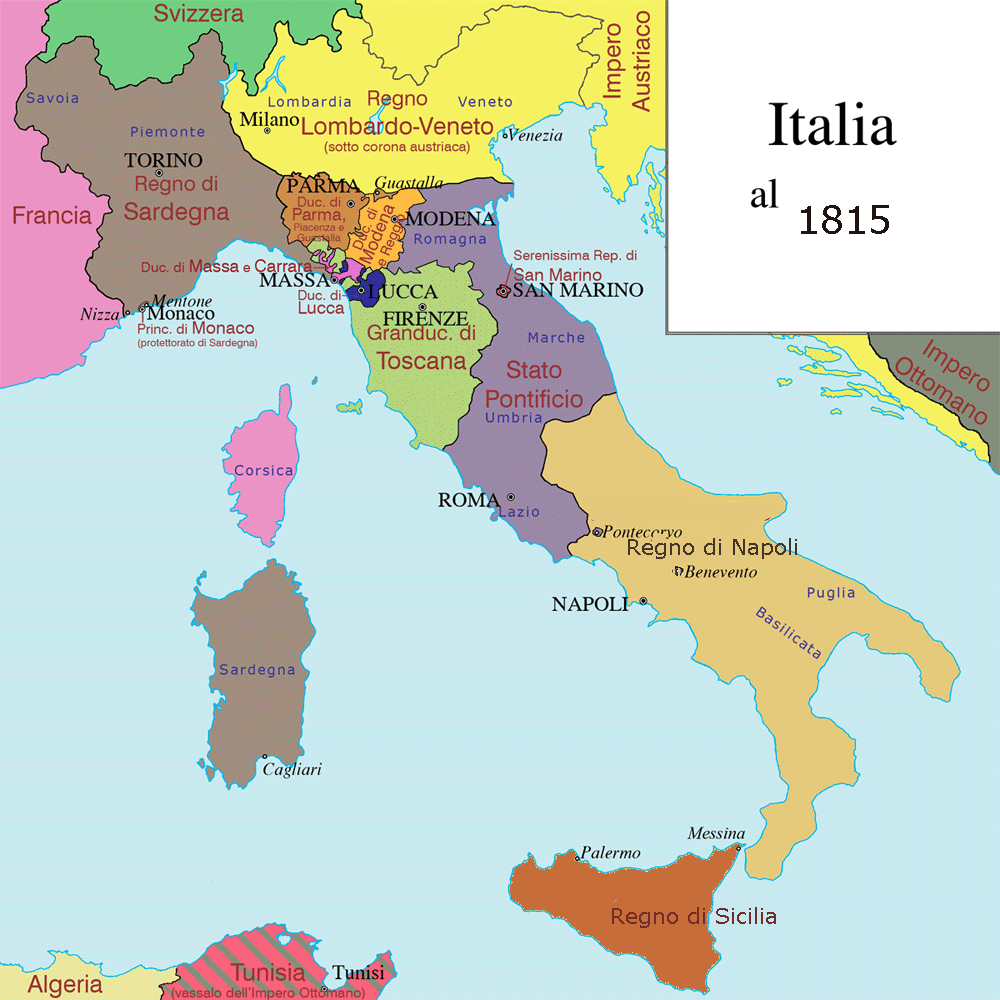
Le découpage de l'Italie après le congrès de Vienne et le traité de Paris de 1815.

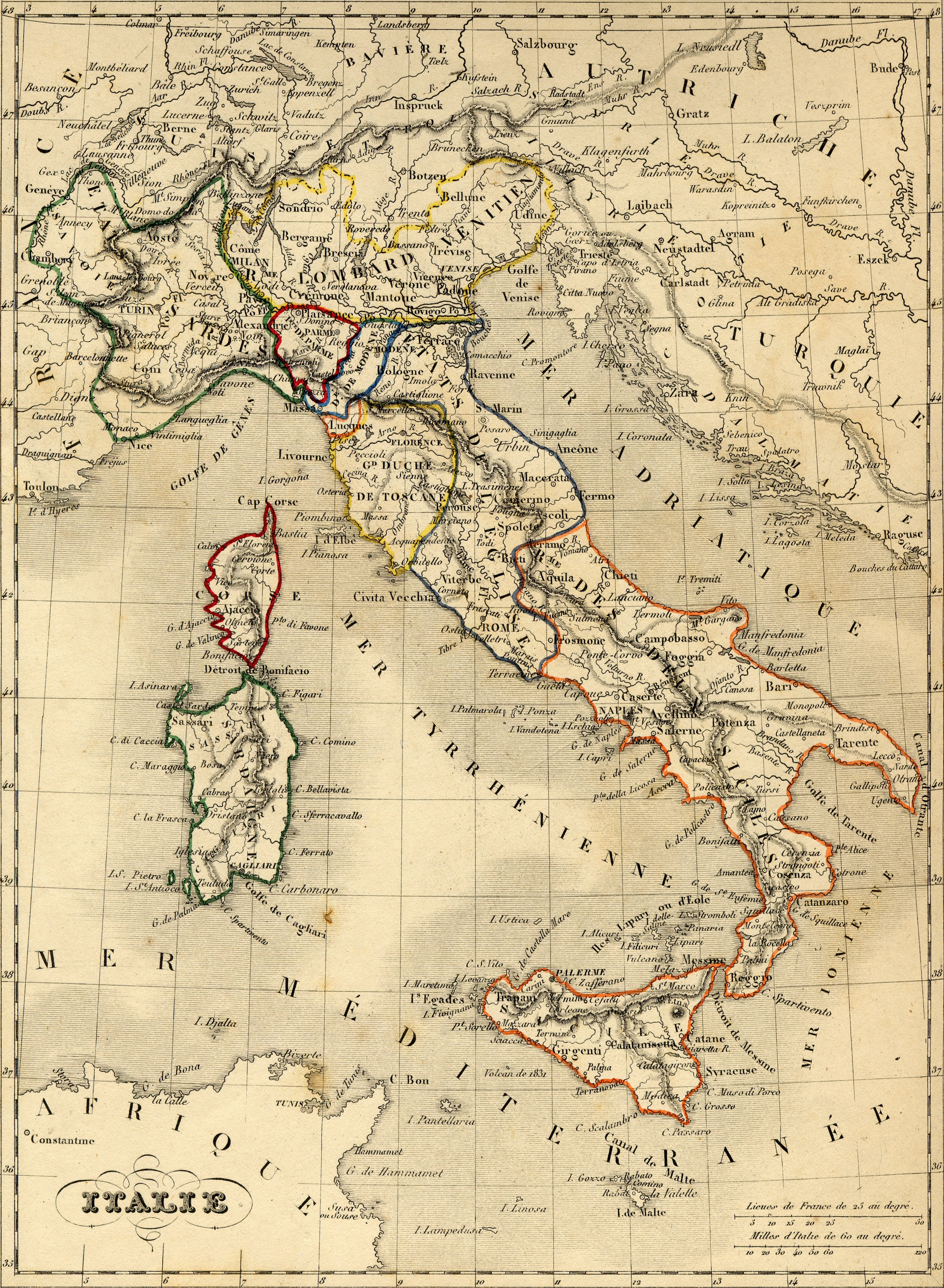
Les États italiens en 1843.

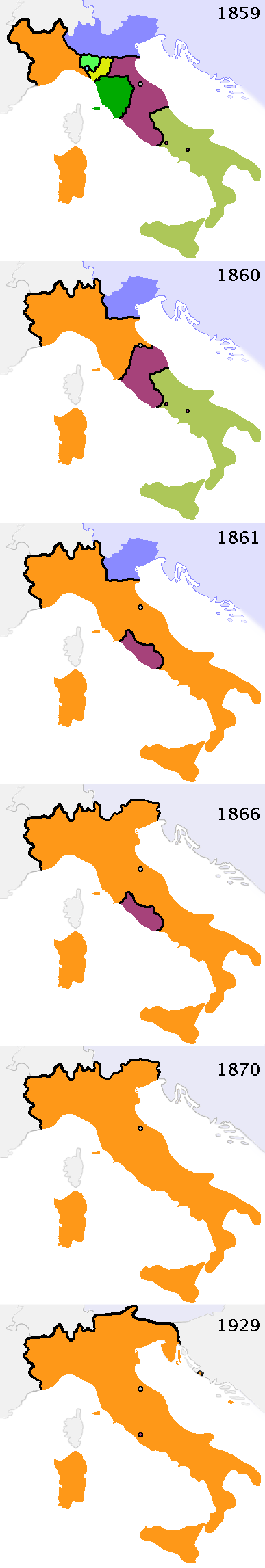
Évolution territoriale durant le Risorgimento.

Le Risorgimento (mot italien signifiant « résurgence » ou « renaissance »,), ou unification italienne, est la période de l'histoire de l'Italie dans la seconde moitié du XIXe siècle au terme de laquelle les rois de la maison de Savoie unifient une grande partie de la région géographique italienne par l'annexion du royaume de Lombardie-Vénétie, du royaume des Deux-Siciles, du duché de Modène et Reggio, du grand-duché de Toscane, du duché de Parme et des États pontificaux au royaume de Sardaigne. Le mot Risorgimento s'est imposé dès les années 1820 et 1830 pour désigner un élan vers l'unité nationale. Après l'unification italienne, il s'est établi dans les années 1880 comme nom d'époque.
Jusqu'au milieu du XIXe siècle, on pouvait considérer que, selon la définition de Metternich, l'Italie était une « expression géographique ». L'unification italienne est donc un événement majeur de l'histoire de l'Europe dans la mesure où elle a transformé l'expression géographique en réalité politique. Mais si les historiens sont d'accord pour dire que l'unification a constitué un tournant dans les relations internationales, les interprétations divergent en revanche quand il s'agit de la replacer dans son contexte. Certains historiens voient dans cette naissance de l'Italie un phénomène spécifiquement italien, sans lien avec les conjonctures de l'époque. D'autres, au contraire, estiment que l'unification italienne s'inscrit dans un processus commun, non seulement à toutes les nations d'Europe, mais encore à celles du monde entier : une Révolution universelle venue bouleverser les structures sociales que le temps rend nécessairement obsolètes.
La première phase du Risorgimento (1848-1849) voit le développement de différents mouvements révolutionnaires et une guerre contre l'empire d'Autriche mais se conclut par un retour au statu quo. La seconde phase (1859-1860) fait considérablement avancer le processus d'unification et se conclut par la proclamation du royaume d'Italie le 17 mars 1861. La Vénétie est annexée en 1866. L'unification est ensuite achevée avec l'annexion de Rome, capitale des États pontificaux, le 20 septembre 1870.

## Chronologie des annexions
- En 1859, à l'issue de la deuxième guerre d'indépendance, la Lombardie autrichienne est cédée au royaume de Sardaigne (traité de Zurich, novembre 1859).

Le royaume de Sardaigne après le traité de Zurich.

- En mars 1860, les Provinces-Unies d'Italie centrale (la Toscane, les états de Parme et de Modène et la Romagne papale) entrent dans le royaume de Sardaigne, tandis que la Savoie et l'arrondissement de Nice sont cédés à la France (traité de Turin).

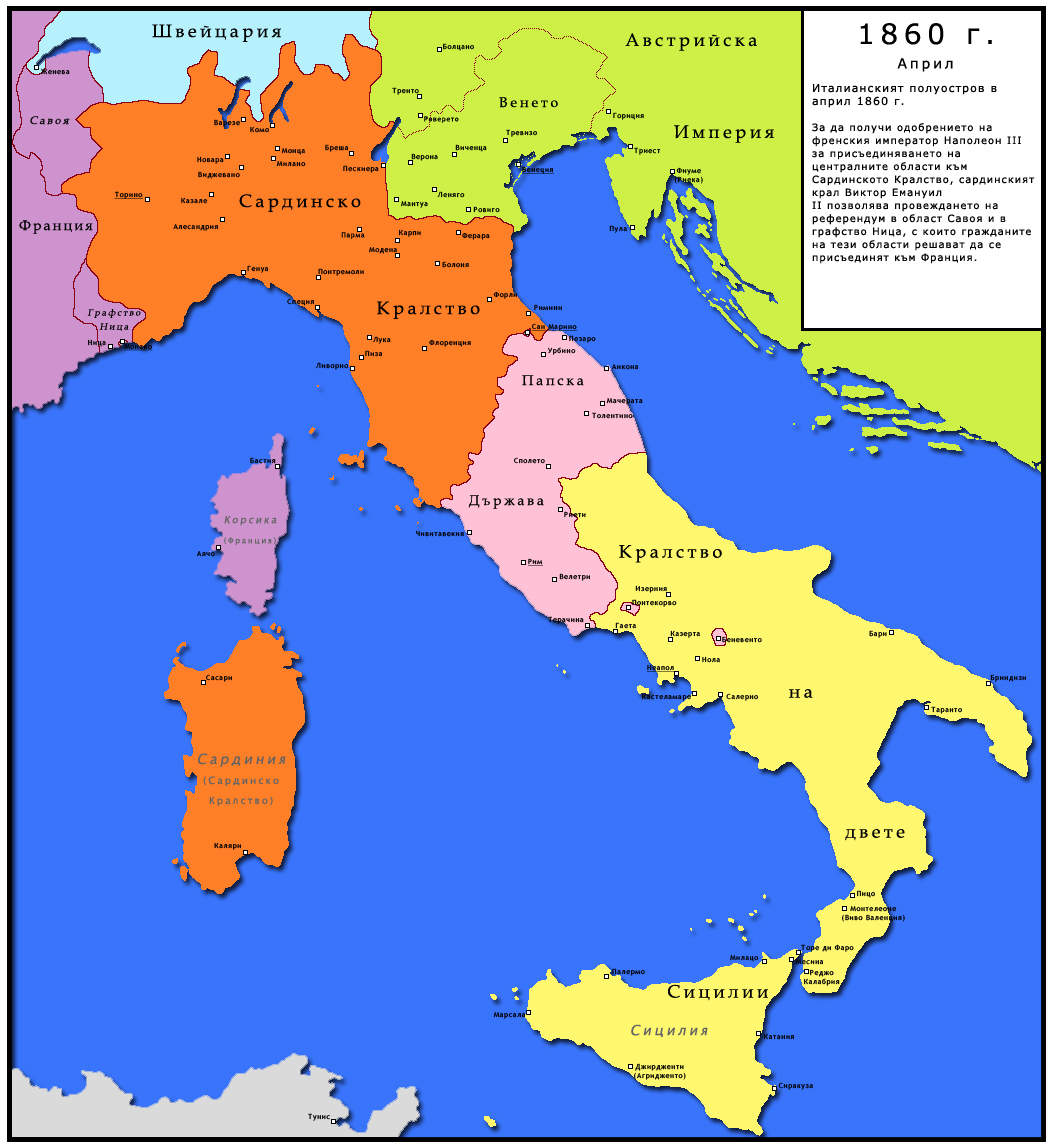
En orange, le royaume de Sardaigne en mai 1860.

- En 1861, à l'issue de l'expédition des Mille, le royaume d'Italie est constitué après l'annexion à la fin de 1860 du royaume des Deux-Siciles et des territoires papaux des Marches, de l'Ombrie, d'Orvieto et de Bénévent et Pontecorvo.

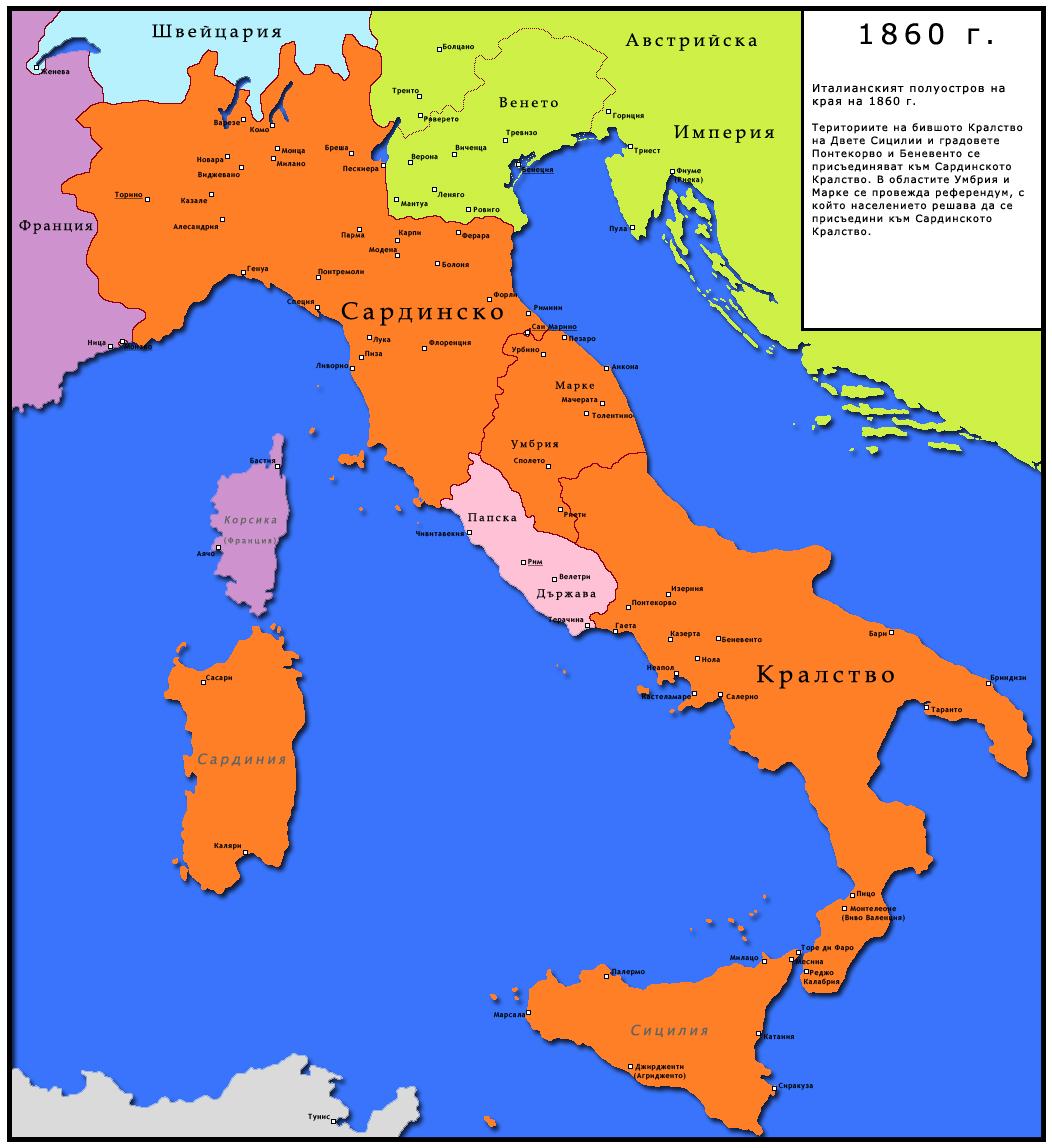
En orange, le royaume de Sardaigne à la fin de 1860, quelques mois avant de changer son nom en royaume d'Italie.

- En 1866, à l'issue de la troisième guerre d'indépendance, la Vénétie restée autrichienne est cédée à la France qui la rétrocède au royaume d'Italie (traité de Vienne).
- En 1870, le reste de l'État de l'Église est absorbé : en 1871, Rome devient la capitale du royaume d'Italie.
- En 1919-1920, à l'issue de la Première Guerre mondiale, a lieu l'annexion de la Vénétie tridentine, de la Vénétie julienne, de la ville de Zara et de plusieurs îles dalmates prises à l'Autriche-Hongrie (traités de Saint-Germain-en-Laye et de Rapallo).
- En 1924, la ville de Fiume est annexée (traité de Rome).
- En 1929, le royaume reconnaît l'indépendance de l'État du Vatican (accords du Latran). De tous les États italiens du XIXe siècle, seuls Saint-Marin et la principauté de Monaco ne participent pas à l'unification.

Carte diachronique du processus d'unification de l'Italie.

## Contexte historique

### Les effets du despotisme éclairé et de l'illuminisme italien
C'est au XVIIIe siècle que le despotisme éclairé et l'illuminismo commencent à influencer la société italienne et à poser les bases idéologiques de sa future unification. Ces mouvements réformateurs sont plus ou moins actifs en fonction des souverains des différents États italiens.
En Lombardie, sous contrôle autrichien, les réformes de Marie-Thérèse et de Joseph II mettent fin à l'Inquisition et à la censure. Ils mettent en place le cadastre, suppriment les corporations ainsi que de nombreux ordres religieux. En Toscane, le grand-duc Pierre-Léopold (le futur empereur Léopold II) fait disparaître le régime féodal, institue l'égalité devant l'impôt et abolit l'Inquisition, la censure et la peine de mort. Dans les royaumes de Naples et de Sicile, les rois Bourbons Charles Ier et Ferdinand IV, s'ils ne font pas disparaître les grandes propriétés latifundiaires qui sont alors sous-exploitées, rognent les privilèges des classes les plus riches. En revanche, le duché de Modène, le royaume de Sardaigne, les États pontificaux et les républiques de Venise et de Gênes participent peu à ce changement.
Ces réformes renforcent cependant les antagonismes sociaux. Les ouvriers, autrefois protégés par les corporations, sont désormais soumis à leurs employeurs. Les paysans pauvres sont privés de l'usage des terrains communaux que la bourgeoisie terrienne a accaparés. Celle-ci profite également de la vente des domaines ecclésiastiques ou prend en bail les latifundia pour mieux les exploiter grâce à l'emploi d'une main-d'œuvre rurale bon marché, et dont la pauvreté s'accentue. L'augmentation de la production ne suit pas celle de la population (7 millions d'habitants supplémentaires entre 1715 et 1796), les prix agricoles augmentent. Les producteurs et les marchands en profitent. Ces conditions sociales sont favorables aux idées de la Révolution française, qui garantissent la propriété et l'égalité d'accès aux fonctions administratives ou politiques.

### L'Italie pendant la Révolution française
Les bouleversements de la France révolutionnaire connaissent des échos en Italie. Après la proclamation de la république en France (septembre 1792), des conjurations républicaines ont lieu à Turin, en Sardaigne, à Naples, à Bologne, à Gênes en 1794 et à Palerme en 1795. Elles sont vigoureusement réprimées par les souverains (le roi de Sardaigne est le beau-père des deux frères et de la sœur de Louis XVI ; la duchesse de Parme, la duchesse héritière de Modène et la reine consort de Naples Marie-Caroline sont les sœurs ou belle-sœur de Marie-Antoinette).
Les ouvriers urbains ou agricoles en profitent pour faire entendre leurs revendications socio-économiques : il y a des insurrections rurales en Savoie en 1790, au Piémont et dans les Abruzzes en 1793, puis en Basilicate en 1795.
C'est la présence directe des armées françaises, à partir de 1796, qui accélère les mutations.

### Idée d'État national
Plusieurs concepts poussent les révolutionnaires italiens à développer une idée de Patrie et à souhaiter la naissance d'un État national à l'image d'autres puissances européennes comme la France, l'Espagne et la Grande-Bretagne. Cette volonté provient tout d'abord des idées libérales, inspirées par l'esprit des Lumières et la Révolution française qu'alimente un idéal romantique national. À cela s'ajoute le désir d'améliorer la situation socio-économique de la péninsule en profitant des opportunités offertes par la révolution industrielle. Enfin, l'aboutissement de la fragmentation de la péninsule en des États monarchiques soutenus par l'hégémonie autrichienne se révèle aussi un élément déclencheur important.
Les problèmes principaux qui subsistent concernent le choix de celui qui prendrait la tête du mouvement d'unification ainsi que de la forme de la nouvelle Italie. Pour Mazzini, le soulèvement populaire doit donner naissance à une république. Dans son ouvrage Il primato morale e civile degli Italiani (1843), l'abbé Vincenzo Gioberti prône l'idée que le Pape doit régénérer l'Italie (mission civilisatrice de l'Église catholique) et présider une confédération des États italiens. Pour Cesare Balbo dans Speranze d'Italia (1843) ou Massimo d'Azeglio dans Degli ultimi casi di Romagna (1846), c'est au roi de Sardaigne d'unifier l'Italie.

### L'occupation française de la Révolution et de l'Empire
Le contexte social et économique est notamment influencé par les opérations de l'armée française en Italie (campagne d'Italie, 1796-1797), qui a laissé une forte empreinte dans la culture et dans l'économie italiennes.
À partir de 1796, l'armée française, ayant renversé les faibles États préexistants (royaume de Piémont-Sardaigne, Lombardie autrichienne, duchés de Lucques, de Modène, république de Venise, grand-duché de Toscane), s'installe dans la plaine du Pô. Elle y crée des républiques sœurs sur le modèle français (république cispadane en octobre 1796, république ligurienne en octobre 1797, république cisalpine en juillet 1797). Après les revers français de 1799, la campagne de Napoléon Bonaparte en 1800 fait rentrer pour 15 ans l'Italie dans l'orbite française. En janvier 1802, une partie de ces territoires devient la République italienne, dont Napoléon Bonaparte est le président. Celle-ci est transformée en mars 1805 en royaume d'Italie avec pour roi le même Napoléon Ier, alors qu'une autre partie est annexée à l'Empire sous forme de départements. De ce fait, la carte de l'Italie se trouve simplifiée. C'est un premier pas vers l'unité, même si celle-ci est loin d'être réalisée. Ces changements bouleversent la façon de vivre et apportent des idées nouvelles. Dans la république italienne, la vente des biens de l'Église catholique, l'introduction du Code civil, l'accord avec le Pape (1803) qui, tout en conférant à l'Église catholique une situation privilégiée, la bride par des articles organiques, le marché des fournitures militaires, la mise en place d'une administration calquée sur celle de la France consulaire puis impériale satisfont la bourgeoisie et une partie de l'aristocratie italiennes. Une bonne partie des Italiens vivent alors dans un cadre unifié. Dans le royaume de Naples, Joseph Bonaparte puis Joachim Murat en font de même.
Les activités économiques subissent les conséquences de la pénurie de main-d'œuvre ; en effet, les Français ont introduit la conscription dans le but d'alimenter la Grande Armée, ce qui éloigne pour des années les jeunes les plus valides pour les travaux aux champs ainsi que pour l'artisanat. Si on ajoute à cela les taxes nécessaires à la guerre, les servitudes militaires et les autres corvées à charge des caisses communales, il est facile de comprendre les conditions de vie misérables de la population dans l'Italie septentrionale. Ainsi, l'historien Balletti, évoquant Reggio Emilia, capitale de la République cispadane, indique qu'à l'époque, sur une population globale de 50 000 personnes, 30 000 sont officiellement enregistrées comme « mendiants ». Les spoliations des communautés religieuses et la dissolution des ordres religieux sont un objectif permanent des gouvernements jacobins, qui, à travers les décrets d'expropriation, confisquent or, argent et œuvres d'art aux titres des contributions. Un autre indicateur des difficultés sociales et économiques est le commencement de l'émigration au nord, le Piémont et la Vénétie en tête (voir L. Carpi, R. Bacchelli), dont les principales destinations sont d'abord la France et la Suisse, puis les Amériques.
La papauté est dépouillée de ses territoires par les Français, qui créent la république romaine en février 1798. L'armée française, commandée par Manhès, occupe également le sud, instaurant en 1799 la République napolitaine, qui ne dure que quelques mois en raison de la réaction populaire (les Sanfedisti) organisée au nom de la défense de la foi catholique, qui met fin à l'expérience jacobine. Par la suite, entre 1806 et 1815, le royaume de Naples est à nouveau sous domination française avec Joseph Bonaparte puis Joachim Murat pour rois. Le contrôle de ces provinces éloignées n'est jamais total et les poches de résistance jamais matées. Le climat méridional et la bonne santé du commerce permettent d'effacer rapidement les dommages dus à l'occupation française, ce qui préserve la population méridionale de l'émigration avant l'unification.
La présence des Français en Italie a jeté les bases d'une plus grande laïcisation et richesse au nord : avec ces prémices, dans le contexte des intérêts nationaux de la France et de l'Angleterre, l'unification politique sous contrôle du royaume de Sardaigne, ami de la France, semble devenir la solution la plus aisée, par rapport à une fédération d'États italiens autonomes, dont certains, notamment au sud, seraient restés conservateurs et sous-développés.

## Les restaurations monarchiques contestées
En 1814-1815, la défaite française ramène en Italie les anciens souverains. L'Autriche domine une grande partie du nord de la péninsule. L'empereur d'Autriche est souverain du royaume lombard-vénitien, François IV de Habsbourg redevient duc de Modène et Ferdinand III de Habsbourg grand-duc de Toscane. Le duché de Parme est donné à l'archiduchesse Marie-Louise, deuxième épouse de Napoléon Ier. Des garnisons autrichiennes sont installées dans le nord des Légations dans les États pontificaux. Les Bourbons retrouvent le royaume des Deux-Siciles avec Ferdinand IV, et le duché de Lucques est confié à l'infante d'Espagne Marie-Louise de Bourbon. Le royaume de Piémont-Sardaigne s'agrandit du territoire de l'ancienne république de Gênes. La carte de l'Italie n'est que très légèrement simplifiée par rapport à celle de 1789. L'Italie reste bien, selon le mot de Metternich, « une simple expression géographique ». Cependant, sauf à Modène, au Piémont et dans les États pontificaux, on conserve une grande partie de la législation napoléonienne, et même, on garde une partie du personnel politique ayant soutenu les Français.
Après le congrès de Vienne, l'influence française dans la vie politique italienne se manifeste par la diffusion des idées et des journaux littéraires. Des salons bourgeois apparaissent qui, sous prétexte d'échanges littéraires, deviennent de véritables clubs de type anglo-saxon, servant de couverture à des sociétés secrètes. Les exilés italiens servent alors de contacts avec les puissances étrangères, comme Antonio Panizzi, exilé à Londres. De ces sociétés subversives émerge celle des Carbonari. En 1814, cette société organise des mouvements révolutionnaires à Naples.
Le 30 mars 1815, Joachim Murat, roi de Naples, lance une proclamation à Rimini appelant les Italiens à l'insurrection pour se libérer du joug autrichien.
En 1820, à Naples, un soulèvement carbonariste a lieu sous la direction du général Pepe. Le roi Ferdinand Ier doit accorder une nouvelle constitution calquée sur la constitution française de 1791. Mais la noblesse sicilienne fait sécession et le soutien populaire est inexistant. Le roi fait appel aux Autrichiens, qui interviennent au nom de la Sainte-Alliance (Conférence de Troppau, octobre-décembre 1820, et de Laybach, janvier-mai 1821). La constitution est abolie et le roi pourchasse les carbonari.

### Contexte idéologique: la doctrine républicaine et le libéralisme
Logiquement, et le même phénomène se produit dans le reste de l'Europe, ce contact français fait que les idées des Lumières se développent de plus en plus en Italie. Après la chute de Napoléon et la restauration des anciens souverains, les tentatives révolutionnaires se multiplient dans les différents États italiens. En 1831 éclate une révolution, inspirée par celle qui vient de se dérouler en France, qui donne lieu à la proclamation des « Provinces unies italiennes ». Elle échoue par la suite, mais elle permet à deux courants idéologiques de s'affirmer : le mazzinisme républicain et le modérantisme bourgeois aux accents libéraux.

### Phénomène culturel: le romantisme
Au-delà de l'influence révolutionnaire, ce qui donne réellement naissance au mouvement national italien, c'est l'influence du romantisme sur la société européenne du XIXe siècle et son appropriation par le peuple italien. « Ce fut la culture qui créa l'unité de la Patrie », disait Francesco de Sanctis. De ce point de vue-là, le Risorgimento consiste donc une « résurgence » des racines culturelles de l'Italie, que ce soit à travers la littérature, la peinture ou la musique : on met en avant le passé glorieux du pays pour mieux démontrer la nécessité d'une unification qui redonnerait son poids à l'Italie. Mazzini insiste sur ce point : après l'Italie des Romains et celle des catholiques, il faut fonder une « terza Italia » républicaine.
Ainsi, le mouvement national italien, tout en gardant ses spécificités, est imprégné des idées politiques, sociales et culturelles qui circulent alors en Europe. L'unification proprement dite se fait à travers un jeu politique dominé par le comte Benso de Cavour et met en scène les puissances européennes que la question intéresse de près, à savoir l'empire d'Autriche et la France.

### Le «facteur autrichien»
Dès le départ, le mouvement national italien inquiète l'Autriche, qui craint, à juste titre, de perdre son pouvoir en Italie. Jusqu'à présent, en effet, l'Empire gouverne la majorité des États italiens, soit directement en Lombardie et en Vénétie, soit par l'intermédiaire des archiducs autrichiens de Parme, Modène et Toscane ou encore au royaume de Naples, où l'Autriche est le soutien des Bourbons. La révolution de 1848 en Italie entraîne une série de bouleversements politiques : adoption de constitutions dans la plupart des États italiens, proclamation de républiques, etc. La réaction de l'Autriche fait échouer l'unité italienne et rétablit militairement le statu quo qui lui est favorable. Pour Cavour, premier ministre du roi du Piémont Victor-Emmanuel à partir de 1852, il ressort de cet échec que l'empire d'Autriche constitue le grand obstacle à l'unification et qu'il ne serait possible de l'abattre qu'avec une aide extérieure (l'Italie ne se ferait donc pas d'elle-même, comme on avait pu l'entendre en 1848). D'autre part, le royaume de Piémont-Sardaigne étant le seul à n'être pas sous la coupe autrichienne (et le seul qui applique les principes libéraux), il est celui autour duquel doit se faire l'unité nationale.

### Action de la France
Napoléon III aide activement le mouvement.
La France tient une place primordiale dans le processus d'unification de l'Italie, où elle intervient plusieurs fois militairement mais de manière contradictoire. La question lui tient à cœur pour diverses raisons : d'une part, la France veut favoriser le principe de souveraineté des peuples, d'autant plus qu'elle y voit un moyen d'affaiblir l'empire autrichien ; d'autre part, en aidant l'unification, elle peut espérer annexer la Savoie et Nice, alors dépendantes de la maison de Savoie qui règne sur le royaume de Sardaigne et qui aspire aussi à chasser les Autrichiens de l'Italie du Nord. Une autre motivation non négligeable est celle de la protection de la papauté : Louis-Napoléon, pour répondre à la majorité catholique du pays, ne peut ignorer le problème posé par les États pontificaux. C'est cette dernière raison qui explique l'envoi de troupes françaises en 1849 pour rétablir le pape, que les insurrections de 1848 ont chassé de Rome.
Cavour comprend, après l'échec de la première guerre d'indépendance italienne, que l'appui de la France est nécessaire à la réalisation de l'unification. Le 21 juillet 1858 a donc lieu à Plombières une entrevue secrète entre Napoléon III et le ministre piémontais. L'empereur fait alors comprendre à Cavour que la France est prête à aider le Piémont contre l'Autriche à condition de pouvoir justifier aux yeux de l'Europe le casus belli. Le traité de Turin, signé peu après, officialise l'alliance défensive. Cavour pousse alors l'Autriche à déclarer la guerre au Piémont en massant des soldats sur la frontière lombardo-piémontaise. La France et le Piémont remportent rapidement la guerre avec des batailles comme Magenta et la sanglante victoire de Solférino, en juin 1859. Napoléon III décide subitement de signer l'armistice de Villafranca, ce qui entraîne la démission par dépit de Cavour bien que le Piémont y gagne la Lombardie.

### Les premiers mouvements insurrectionnels

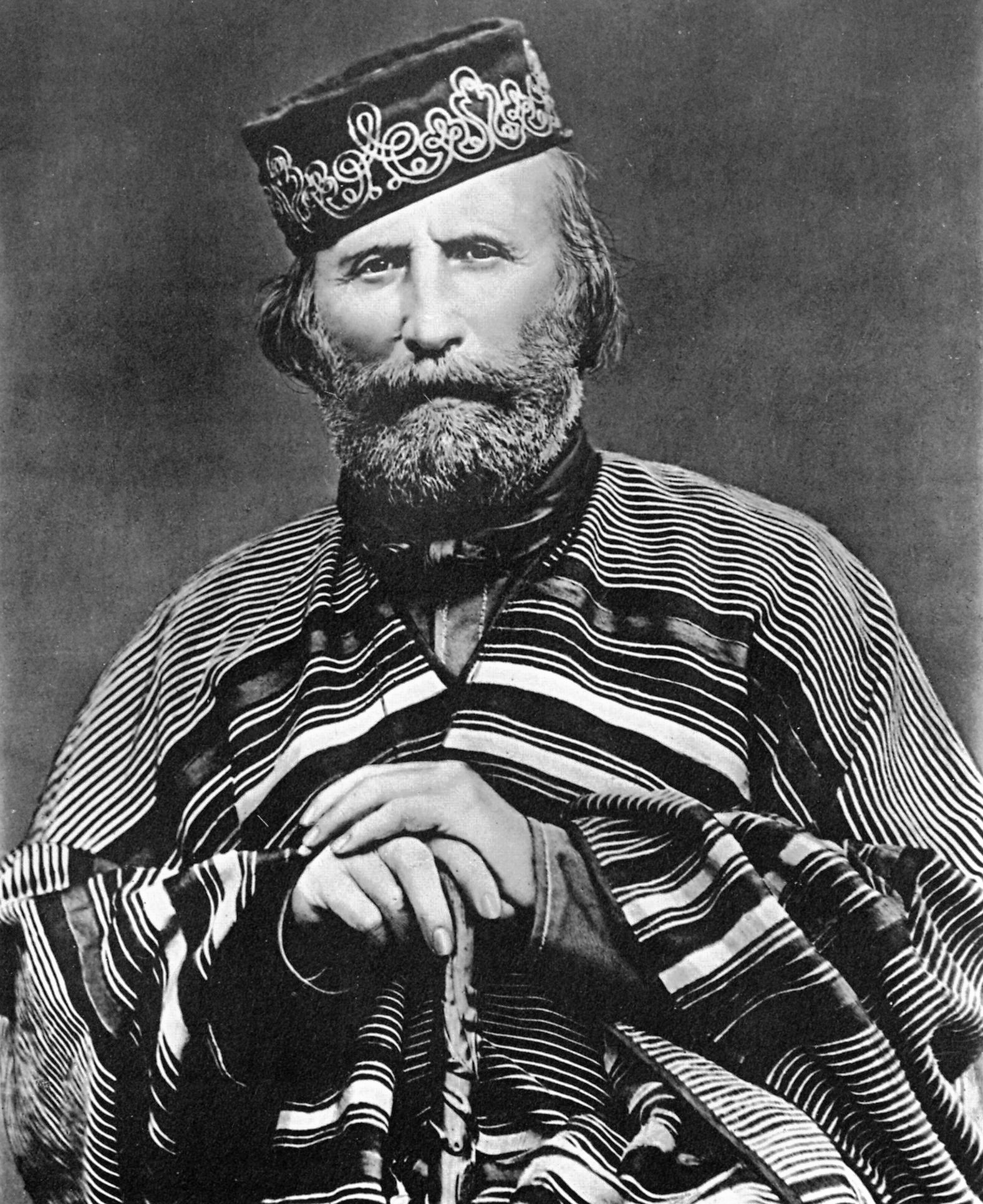
Giuseppe Garibaldi.

En mars 1821, au Piémont, se soulève la garnison d'Alexandrie sous l'influence des carbonari, dont l'un des dirigeants est Santorre di Santa Rosa. Les insurgés profitent de l'absence des Autrichiens occupés à réduire la rébellion napolitaine et semblent bénéficier de la bienveillance de Charles-Albert, héritier de la couronne. Ce dernier, nommé régent en raison de l'absence de son cousin le nouveau roi Charles-Félix, accorde une constitution. Le roi, de retour, annule la constitution et fait appel à la Sainte-Alliance. Le mouvement échoue au début d'avril.
Dans les États pontificaux, le pape Léon XII réprime les contestataires.
En 1831, une nouvelle vague révolutionnaire secoue l'Italie centrale. Les carbonari résidant à Paris, liés aux libéraux qui viennent de réussir la révolution de Juillet, pensent que le nouveau gouvernement français présidé par Jacques Laffitte découragerait une intervention autrichienne en Italie. À Rome, en décembre 1830, les deux fils de Louis Bonaparte, Napoléon-Louis et Louis-Napoléon, complotent : ils sont expulsés. En février 1831, le duc de Modène, François IV, doit s'enfuir ; il en est de même pour la duchesse Marie-Louise à Parme. Le 26 février, une assemblée des délégués des régions révoltées proclame les Provinces Unies d'Italie, mais le nouveau gouvernement français présidé par Casimir Perier (mars 1831) retire son soutien aux Italiens, laissant la voie libre à une intervention autrichienne. Les ducs sont rétablis sur leurs trônes. Des révolutionnaires, dont Ciro Menotti, sont exécutés. À Rome, le pape Grégoire XVI et le cardinal Bernetti rétablissent l'absolutisme et, en 1832, écrasent un soulèvement dans les Marches et les Légations. Jusqu'en 1838, des troupes françaises et autrichiennes y stationnent pour renverser tout mouvement.

## Première guerre d'indépendance (1848-1849)

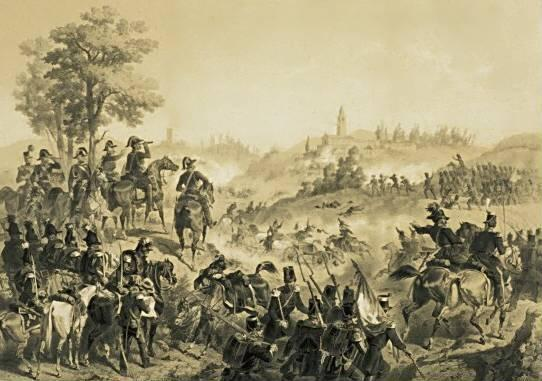
Le roi Charles-Albert en observation devant le champ de bataille à Pastrengo (1848).
Gravure de Stanislas Grimaldi de Puget.

En 1848, à la suite des insurrections à Palerme, Messine et Milan et des mouvements révolutionnaires secouant l'Europe, la première guerre d'indépendance débute, déclarée à l'Autriche par Charles-Albert de Sardaigne, qui est à la tête d'une alliance entre le royaume de Sardaigne et d'autres États italiens. Giuseppe Garibaldi et Giuseppe Mazzini rentrent en Italie pour participer à la révolte, mais l'accueil des Savoie est peu enthousiaste.
Après quelques victoires, dont celles de Goito et Peschiera del Garda, le Pape rappelle ses troupes, suivi d'autres États. Le royaume des Deux-Siciles se retire également, mais le général Guglielmo Pepe refuse de retourner à Naples et rejoint Venise pour participer à sa défense face à la contre-offensive autrichienne.
Ferdinand II des Deux-Siciles, préoccupé par la tournure des événements en Sicile, a changé d'attitude et les troupes royales ne tiennent que la place forte de Messine.
La Sicile, souhaitant recréer l'ancien royaume, envoie une délégation à Turin pour offrir la couronne à un prince « sabaudo ». Charles-Albert adopte une position attentiste, ce qui déplaît profondément aux Bourbons.
Les Piémontais, restés seuls, sont battus par les Autrichiens à Custoza et ils sont obligés d'accepter un armistice signé par le général Salasco les contraignant à abandonner la Lombardie et à accepter les frontières d'avant-guerre telles que définies en 1815 par le congrès de Vienne. Après l'armistice, seule Brescia résiste encore aux troupes autrichiennes alors que toute la Lombardie retourne sous le contrôle autrichien.
La guerre reprend en 1849 et l'armée sarde est défaite lors de la bataille de Novare ce qui contraint Charles-Albert de Sardaigne à un nouvel armistice. Il abdique en faveur de son fils Victor-Emmanuel II de Savoie.
Parallèlement, le grand-duc de Toscane Léopold II abandonne Florence, qui passe aux mains d'un gouvernement provisoire. La République romaine est proclamée à Rome et elle est gouvernée à partir du 9 mai par un triumvirat dont fait partie Giuseppe Mazzini et deux démocrates, Carlo Armellini et Aurelio Saffi. La ville, défendue par Giuseppe Garibaldi, est attaquée par les troupes françaises qui l'encerclent. À la chute de la République romaine, de nombreux révolutionnaires sont contraints à l'exil. Garibaldi trouve refuge en 1850 à New York chez Antonio Meucci.
Même la ville de Venise, qui sous le commandement de Daniele Manin s'est rebellée contre l'Autriche en 1848 par la proclamation de son indépendance, doit finalement se rendre après une longue résistance, épuisée par le siège autrichien, la faim et une épidémie de choléra. Ainsi prend fin la première guerre d'indépendance.
Tandis que la France de Napoléon III aide activement les italiens, le Royaume-Uni reste passif, ne s'opposant pas non plus au mouvement.

## Cavour, protagoniste de l'unité italienne

Camille Benso
comte de Cavour.

Camillo Benso, comte de Cavour (1810-1861), membre du parti libéral, est élu président du conseil piémontais en novembre 1852. Il entreprend alors une série de réformes qui jettent les bases du futur État italien. Membre, avec bon nombre d'autres parlementaires, de la loge maçonnique turinoise Ausonia, il fait passer plusieurs lois anticléricales visant toujours à détacher le peuple, catholique, de sa religion afin de fonder un État laïc. Après des mois de rudes débats parlementaires, il dissout à nouveau les communautés religieuses contre l'opinion de la quasi-totalité de la population piémontaise et confisque les biens de l'Église.
En effet, l'état économique et commercial du royaume de Sardaigne devient toujours plus difficile. Alors que, de la chute de Napoléon Ier à la première guerre d'indépendance, l'État piémontais n'accumule « que » 135 millions de lires de dettes, cet endettement atteint plus d'un milliard de lires en douze ans de gouvernement libéral. Engagé dans une spirale de prêts pour rembourser des prêts, Cavour n'envisage plus qu'une solution à la banqueroute qui s'annonce menaçante dans l'année 1859 : la guerre.
Soutenu par Napoléon III et l'Angleterre à cause de sa politique anticléricale et libérale, Cavour organise avec l'Empereur français une série de provocations contre l'Empire autrichien qui amènent François-Joseph, Empereur d'Autriche, à poser un ultimatum au royaume de Sardaigne. Le pari est gagné, car la France peut entrer en guerre aux côtés de son allié menacé.

## Deuxième guerre d'indépendance (1859)
En 1859 éclatent les hostilités entre le royaume de Sardaigne et l'Empire des Habsbourg. La guerre fut courte. Napoléon III, en tant qu'allié des Sardes, commande en personne les armées françaises envoyées au-delà des Alpes.
Giuseppe Mazzini et Giuseppe Garibaldi rentrent alors en Italie. Garibaldi est chargé d'organiser un corps de volontaires, les chasseurs alpins, pour attaquer les Autrichiens dans les Préalpes. Ces volontaires battent les Autrichiens à Varèse (26 mai 1859) et à San Fermo (le lendemain), pendant que les Français et les Piémontais emportent la terrible bataille de Magenta (4 juin 1859), pour entrer dans Milan le 7 juin. Le 24 juin, les Franco-Piémontais gagnent une nouvelle grande bataille, celle de Solférino. Ces deux victoires laissent à Napoléon III, vainqueur, le choix de proposer aux Autrichiens un armistice.
La victoire des Piémontais et des Français en Lombardie donne un nouvel élan à l'unité nationale. Le grand-duc de Toscane s'enfuit en Autriche, le duc de Parme se réfugie en Suisse et le duc de Modène trouve refuge dans le camp autrichien. À Bologne, un gouvernement provisoire hostile à l'État pontifical se constitue et proclame sa réunion au royaume de Sardaigne, d'autres territoires sous le contrôle de l'Église faisant de même.
À la suite de la guerre et des manœuvres politico-diplomatiques qui en ont résulté, des plébiscites entraînent la réunion au royaume de Sardaigne de la Toscane, de la Romagne, de Parme, de Modène et d'une partie de la Lombardie. Cependant, pour pouvoir encore compter sur l'appui de la France, le royaume de Sardaigne est contraint de céder, après plébiscite des populations, la Savoie et Nice aux Français.
Dans le royaume des Deux-Siciles, le jeune François II, qui a succédé à Ferdinand II, son père mort prématurément, est une proie facile pour les conseillers intéressés à la cause de l'unification. Il ne se rend pas compte de la gravité de la situation et croit toujours en la politique de modération, laissant même les carbonari infiltrer l'armée. Une telle générosité a pour effet d'encourager ses ennemis et de décourager ses fidèles. Au début d'avril 1860, les révoltes de Messine et de Palerme, bien que matées, convainquent de la nécessité d'une intervention au Sud, déjà tentée lors de précédents débarquements (Frères Bandiera, Carlo Pisacane).

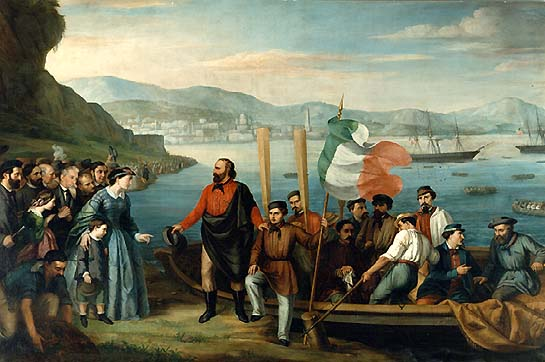
Le commencement de l'expédition à Quarto.

## Création du royaume d'Italie
Le 6 mai 1860, mille patriotes, venus de toutes les régions d'Italie et commandés par Giuseppe Garibaldi, s'embarquent à Gênes et débarquent à Marsala en Sicile pour prendre possession du royaume des Deux-Siciles.
S'ensuit une succession de batailles (Calatafimi, Milazzo…) remportées par les garibaldiens qui débarquent en Calabre.
Alors que Garibaldi vient de la Calabre, la Basilicate se lève en août et est la première province à se déclarer partie de l'Italie dans la zone continentale du royaume des Deux-Siciles, avec l'introduction d'un gouvernement provisoire qui permet le passage de Garibaldi sans problèmes.
Le roi François II abandonne sa capitale, Naples, dans laquelle Garibaldi fait son entrée le 7 septembre.
L'épopée des mille se termine par la rencontre entre Garibaldi et Victor-Emmanuel II, qui dissout les troupes garibaldiennes le 26 octobre.

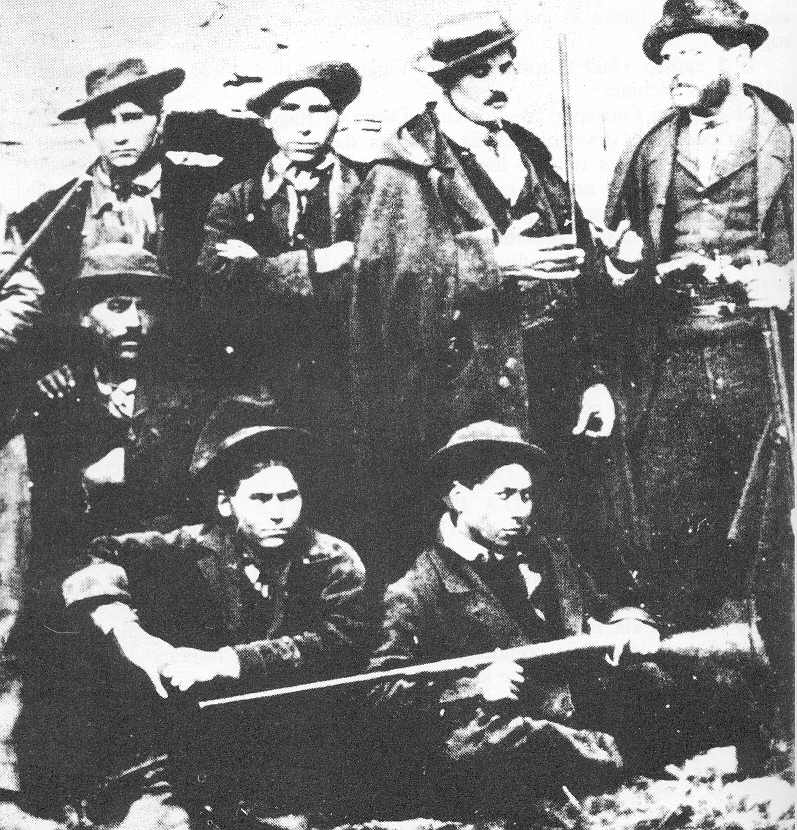
La bande du brigand Totaro, lieutenant de Carmine Crocco.

La résistance de François II à Capoue et sur le Volturno est vaine et le roi regroupe ses troupes dans la forteresse de Gaète. Aucune puissance européenne ne lui vient en aide et seule la France protège la forteresse de la mer. Les Français, convaincus par Cavour, éloignent leurs navires. Cialdini peut mettre fin au siège. Seules Rome et Venise n'appartiennent pas encore à l'Italie.
Le 18 février 1861, Victor-Emmanuel II réunit à Turin les députés. Le 17 mars, il prend le titre de « roi d'Italie ». L'Italie adopte une constitution libérale, fondée sur celle adoptée par le royaume de Sardaigne en 1848.
L'annexion du royaume des Deux-Siciles provoque une révolte dans les régions du sud. Cette révolte, qui est connue sous le nom de brigandage, constitue un mouvement insurrectionnel politique et social de l'Italie méridionale et elle est soutenue par les Bourbons en exil de même que par l'Église catholique. Dans certaines provinces comme la Basilicate et la Capitanate l'insurrection atteint des proportions énormes, où les bandes les plus dangereuses émergent, dirigées par des chefs craints et respectés comme Carmine Crocco et Michele Caruso.
Le prix payé est élevé et, au cours des années 1861-1866, la moitié de l'armée royale intervient dans le Sud du pays, où elle est autorisée à fusiller sans procès et à pratiquer des représailles à l'encontre des civils. On estime à 20 000 le nombre de morts. Les répercussions économiques de l'unité italienne sont nombreuses, l'arsenal de Castellammare di Stabia en Campanie est transféré à Gênes, alors que l'usine sidérurgique de Calabre est démontée pour créer l'Ansaldo, une taxe est imposée sur le pain et le service militaire de quatre ans devient obligatoire.
Malgré cela, avec le temps, le Sud de l'Italie commence à approuver le royaume d'Italie en devenant la région la plus favorable à la monarchie de la Maison de Savoie du Nord. Cela est confirmé par le résultat du référendum pour le choix entre monarchie ou république du 2 juin 1946 : le Sud de l'Italie vota à grande majorité en faveur de la monarchie de la Maison de Savoie ; tandis que la plupart des habitants du Nord votèrent pour la naissance de la République italienne,.
Le 10 avril 1865, Garibaldi écrit au révolutionnaire Karl Blind son espoir pour l'unification de l'Allemagne : « le progrès de l'humanité semble s'être arrêté, et vous avec votre intelligence supérieure savez pourquoi. La raison est que le monde manque d'une nation possédant une véritable attitude à diriger. Une telle attitude, bien-sûr, est nécessaire non pas pour dominer les autres peuples mais pour les accompagner le long du chemin du devoir et les mener vers la fraternité des nations où toutes les barrières érigées par l'égoïsme seraient détruites ».

## Troisième guerre d'indépendance (1866)
Lors de la guerre austro-prussienne de 1866, l'empire d'Autriche et la Prusse se disputent la suprématie sur les États allemands. Le royaume d'Italie y voit l'occasion de s'emparer de la Vénétie sous contrôle autrichien et s'allie à la Prusse. L'Autriche tente de convaincre le gouvernement italien d'accepter la Vénétie en échange d'une non-intervention. Le 8 avril, l'Italie et la Prusse signent un accord concédant la souveraineté de la Vénétie à l'Italie et cette dernière déclare la guerre à l'Autriche le 20 juin. Dans le cadre de l'unification italienne, la guerre austro-prussienne est connue sous le nom de troisième guerre d'Indépendance.
Victor-Emmanuel se met à la tête d'une armée et traverse le Mincio pour envahir la Vénétie alors que Garibaldi doit envahir le Tyrol avec ses chasseurs alpins. Le scénario tourne à la catastrophe lorsque l'armée italienne se heurte aux Autrichiens à Custoza le 24 juin et subit une grave défaite. Le 20 juillet, la Regia Marina perd la bataille de Lissa. L'Italie n'est cependant pas anéantie puisque, dès le lendemain, les troupes volontaires de Garibaldi défont les Autrichiens lors de la bataille de Bezzecca, et se dirigent sur Trente.
Pendant ce temps, le chancelier prussien, Bismarck, considère que sa guerre est terminée et signe un armistice avec l'Autriche le 26 juillet. L'Italie, lâchée par son allié, dépose officiellement les armes le 21 août. Garibaldi reçoit l'ordre d'arrêter son avancée et il répond par un télégramme d'un seul mot : « Obbedisco » (« J'obéis »).
En dépit du peu de succès remporté par l'Italie, la victoire de la Prusse sur le front nord à Sadowa contraint l'Autriche à céder la Vénétie. Lors du traité de paix signé à Vienne le 12 octobre, l'empereur François-Joseph tente une manœuvre en la cédant à la France. Le but est de la garder hors des mains italiennes tout en courtisant la France et de briser ainsi les relations entre Victor-Emmanuel et Napoléon III. C'est un échec, car ce dernier cède la Vénétie à l'Italie le 9 octobre en accord avec le traité franco-italien concernant l'annexion de la Savoie à la France.
Les forces autrichiennes tentent de s'opposer aux Italiens, mais sans succès. Victor-Emmanuel entre triomphalement à Venise.

## Rome

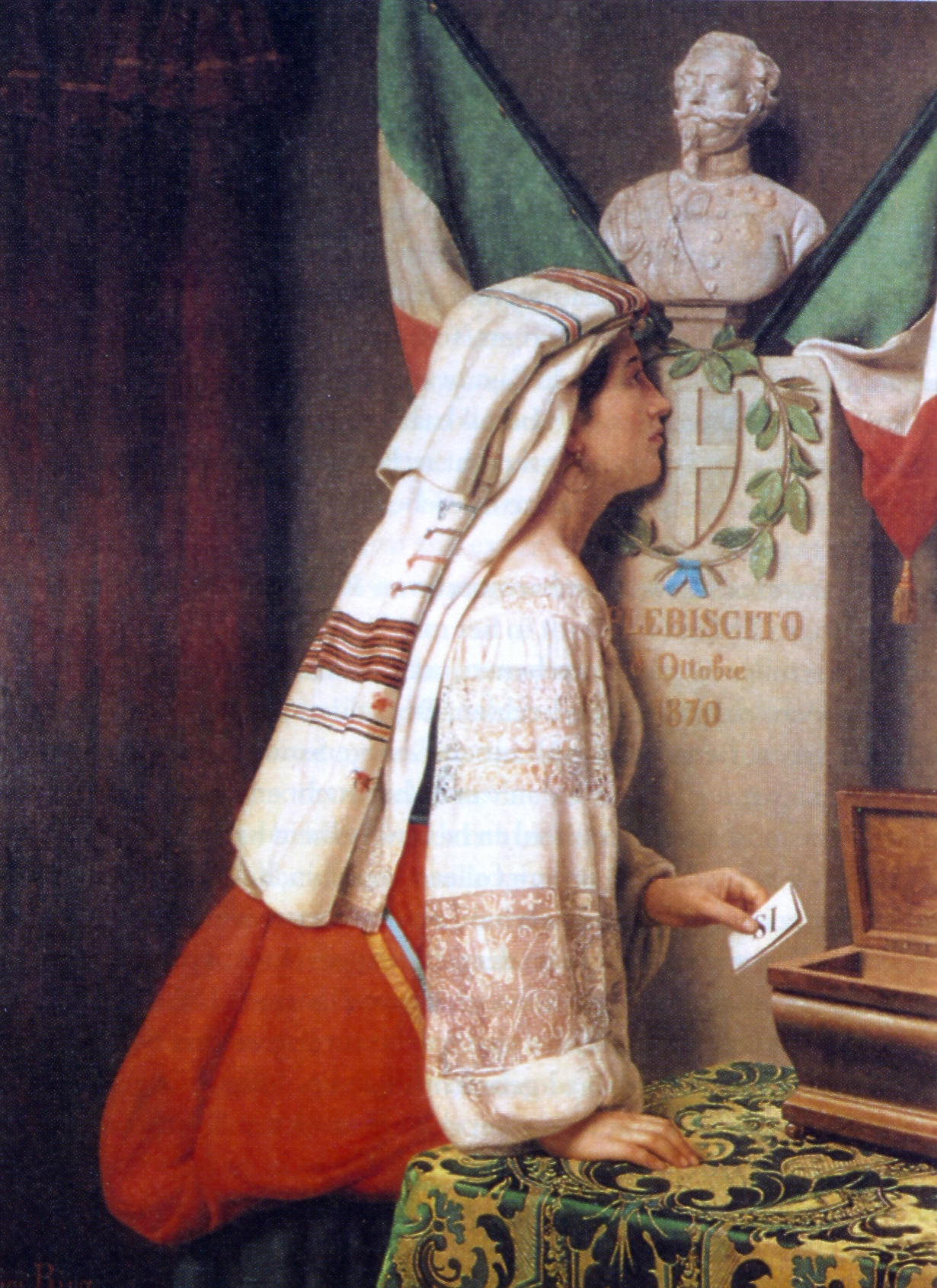
Le plébiscite de Rome (1870).

Les territoires encore sous contrôle pontifical restent sous la protection des troupes françaises. Ces dernières ne sont attaquées qu'en 1870, après la défaite et la capture de Napoléon III à Sedan lors de la guerre franco-prussienne. Après la bataille de la Porte Pia le 20 septembre 1870, le plébiscite du 2 octobre suivant confirme l'annexion de Rome au royaume d'Italie. Après Turin en 1861, puis Florence en 1865, la capitale de l'Italie est installée à Rome en juin 1871. Le pape Pie IX excommunie Victor-Emmanuel II, jetant ainsi les prémices du « non expedit » qui sert de règle à la vie politique des catholiques pendant près d'un demi-siècle. Réfugié au Vatican, où il se considère comme prisonnier, le souverain pontife déclenche la controverse politique relative au rôle dévolu à la « Ville éternelle », à la fois capitale politique et temporelle : c'est le début de la Question romaine, laquelle sera définitivement réglée en 1929 par les accords du Latran.

## Dans la culture populaire

### Littérature
- 1958 : Le Guépard de Giuseppe Tomasi di Lampedusa.

### Cinéma
- 1952 :
  - Eran trecento… de Gian Paolo Callegari.
  - Les Chemises rouges de Goffredo Alessandrini et Francesco Rosi.
- 1963 : Le Guépard de Luchino Visconti, film tiré du roman Le Guépard de Giuseppe Tomasi di Lampedusa.
- 1974 : Allonsanfan de Paolo Taviani et Vittorio Taviani.
- 1999 : Li chiamarono... briganti! de Pasquale Squitieri, avec Claudia Cardinale, Enrico Lo Verso, Roberta Armani et Lina Sastri.

### Séries télévisées
- 2025 : Le Guépard de Tom Shankland (en), Giuseppe Capotondi et Laura Luchetti.